# Danske Bank
Danske Bank er Danmarks største bank og en betydelig finanskoncern i Nordeuropa med en kundebase på mere end fem millioner. Banken betjener både privatkunder, små og store virksomheder samt institutionelle kunder. Bankens primære markeder omfatter Danmark, Norge, Sverige og Finland, hvor alle kundetyper serviceres. Derudover har banken kontorer og tilstedeværelse i Litauen og Nordirland. Danske Banks hovedsæde er beliggende i Postbyen i København på adressen Bernstorffsgade 40.
Udover bankaktiviteterne, som alle drives under navnet Danske Bank, består koncernen også af Realkredit Danmark, Danica Pension, Danske Capital, Nordania Leasing og ejendomsmæglerkæden Home. Derudover inkluderer koncernen Danske Forvaltning, en division af Danske Bank, som er Danmarks ældste godkendte forvaltningsafdeling. Koncernen har i alt ca. 3,7 millioner kunder.
I 2014 opnåede Danske Bank-koncernen et resultat på 3,8 mia. kr. efter skat.

## Historie

### Stiftelsen 1871-1921
Den Danske Landmandsbank, Hypothek- & Vexelbank i Kjøbenhavn, Aktieselskab stiftedes 5. oktober 1871 i København. Idemanden bag banken var politikeren og økonomen, professor Niels Christian Frederiksen. En nøglerolle spillede også saddelmager og vekselerer Gottlieb Hartvig Abrahamsson Gedalia, der på kort tid blandt andet gennem sine tyske forbindelser fik rejst en stor startkapital. Banken fik hurtigt en stor vækst, blandt andet fordi datidens største bank Privatbanken var i problemer, og kunder derfor skiftede over til den nye bank.
Til daglig blev banken gennem mange år kaldt Landmandsbanken. Senere kom der en navneændring til Den Danske Landmandsbank, derefter til Den Danske Bank og endelig til det nuværende navn Danske Bank.
Bankens første bestyrelse bestod af baron G.A. Gedalia, professor N.C. Frederiksen, fabrikant Emilius Ferdinand Nobel, departementschef P.T.J. Benzon-Buchwald og landstingsmand, etatsråd H.P. Larsen. Aktiekapitalen ved stiftelsen udgjorde 2,4 mio. rigsdaler eller 4,8 mio. kr. Den blev i løbet af få år udvidet til først 12 og senere 24 mio. kr. Landmandsbanken var allerede i 1880 vokset til at blive Danmarks største bank målt efter aktiver. Banken stod i de næste årtier bag oprettelsen af en række store danske virksomheder, i første række Det Østasiatiske Kompagni i 1897.
Landmandsbankens første administrerende direktør var Isak Glückstadt, der fortsatte med at være direktør i 38 år indtil sin død i 1910. Ved Glückstadts død blev han efterfulgt som direktør af sønnen Emil Glückstadt.
Banken åbnede den 2. januar 1872 i lejede lokaler på adressen Amagertorv 6 i København, men flyttede allerede i april samme år til adressen Ved Stranden 14. I marts 1875 flyttede banken i egne lokaler, idet man i 1873 havde købt ejendommen Holmens Kanal 12, Peschiers Gård, tegnet af C.F. Harsdorff. Denne adresse har siden været en del af bankens hovedsæde.
I 1881 åbnede Landmandsbanken det første boksanlæg, hvor private kunne leje en boks.
Landmandsbanken havde i 1912 filialer i Aalborg, Helsingør, Holbæk, Kalundborg, Kolding, Nykøbing Falster, Nykøbing Sjælland og Vejle, samt på Vesterbro, Nørreport, Frederiksberg, Østerbro, Amagertorv, Christianshavn, Nørrebro, Vesterbro Torv, City og Hellerup.
Samme år som Glückstadts død indtog banken i 1910 pladsen som Skandinaviens største bank.

## Opkøb og spekulantvirksomhed
Mens Landmandsbanken i starten var tilknyttet tyske kapitalinteresser, såsom Rothschild'erne i Frankfurt, orienterede den sig i årene før første verdenskrig i stedet mod England og Frankrig. Omtrent samtidig begyndte overtagelsen af danske provinsbanker og sparekasser. Der opstod et voksende filialnet både i København og provinsbyerne. Fra 1883 til 1912 havde banken otte udenbys filialer; i 1920 var antallet tyve. Hensigten var blandt andet at skaffe flere indlånsmidler. Under Bankkrisen i København 1908 deltog Landmandsbanken på linje med de tre andre store københavnske banker - Kjøbenhavns Handelsbank (Handelsbanken), Privatbanken i Kjøbenhavn (Privatbanken) samt Københavns Laane- og Diskontobank (Diskontobanken) - i en redningsaktion for at redde indskyderne i de kriseramte banker.
Under første verdenskrig opstod der en letsindig kultur i Landmandsbanken. Banken medvirkede ved oprettelsen af en række nye virksomheder, der senere viste sig ikke at være levedygtige, og banken finansierede meget store aktiekøb, herunder også ved lån til personer, der havde tæt forbindelse til Emil Glückstadt og/eller til banken iøvrigt. Bankens lån til aktiekøb var en medvirkende årsag til en meget kraftig kursstigning på danske aktier under første verdenskrig.

### Efterkrigstidens krise 1922-1928
Det rystede hele det danske samfund, da banken i 1922 kom i så store økonomiske vanskeligheder, at den måtte rekonstrueres med hjælp fra staten. Årsagerne til krisen var i første række lån til virksomheder, der viste sig ikke at være levedygtige, da det efter 1920 kom til store prisfald på varer, og da den kommunistiske magtovertagelse i Rusland medførte tab for de danske erhvervsvirksomheder, der havde etableret sig på det russiske marked. De største tab blev lidt på Transatlantisk Kompagni. Endvidere tabte Landmandsbanken på sine lån til finansiering af aktieinvesteringer, da det fra september 1918 kom til et meget stort kursfald på aktier.
Allerede fra 1921 begyndte der at gå rygter om store tab i Landmandsbanken, og indskydere begyndte at trække deres indskud ud. Banken blev støttet gennem lån fra Nationalbanken. I juni-juli 1922 foretog bankinspektør Holmer Green en gennemgang af banken. Green nåede frem til, at der var samlede tab på 144 mio. kr. Bankinspektør Greens vurdering var alarmerende, idet den indebar, at næsten hele bankens egenkapital var gået tabt. Ledelsen i Landmandsbanken bestred bankinspektørens opgørelse. Det var Landmandsbankens synspunkt, at tabene var langt mindre. Hastemøder mellem Landmandsbankens ledelse, Nationalbanken, statsminister Niels Neergaard og handelsminister Tyge Rothe affødte en officiel erklæring den 9. juli 1922, der støttede Landmandsbankens vildledende vurdering. Ved mødet den 9. juli 1922 tilkendegav Nationalbanken, at den ville støtte Landmandsbanken med ny kapital, hvis det skulle være nødvendigt ved bankens regnskabsopgørelse.
Udtrækkene fra Landmandsbanken fortsatte i august og september 1922. Den 17. september så regeringen og Nationalbanken ingen anden udvej end at rekonstruere banken. Staten, Nationalbanken, ØK, samt Det Store Nordiske Telegraf-Selskab indskød ny aktiekapital. Rigsdagen stadfæstede enstemmigt beslutningen på en ekstraordinær samling 19. september 1922. Emil Glückstadt fratrådte som direktør, og der blev indledt en undersøgelse af bankens forhold.
På trods af kapitaltilførslen fortsatte udtrækkene, og den 5. februar 1923 måtte staten garantere for bankens forpligtelser, herunder indskud. Landmandsbankens ledelse blev retsforfulgt, og flere blev efterfølgende dømt for bedrageri og overtrædelse af bankloven. Emil Glückstadt døde i varetægtsfængsel i juni 1923, inden der var afsagt dom. Gennem 1920'erne konstateres der yderligere tab i banken, og banken opererede i flere år med en negativ egenkapital. I april 1928 vedtog Rigsdagen den endelige nyordning af Landmandsbanken. Den hidtidige aktiekapital blev nedskrevet til 0. Staten indskød en ny aktiekapital i banken, der herefter blev drevet videre som en statsejet bank.
Landmandsbankens sammenbrud var tiårets største, men ikke det eneste. En stor del af de danske banker måtte gennem 1920'erne enten afvikles eller rekonstrueres med tilførsel af ny kapital. I 1928 indtrådte skibsreder A.P. Møller som formand for bestyrelsen - dengang kaldet bankrådet.

### Banken 1929-1975
Årene mellem 1929 og 1975 var præget af vækst og udbygning af filialnettet. Staten afvikler sit ejerskab gennem salg af sine aktier i banken i årene fra 1936 til 1953. Banken overgår herved til at blive et privat ejet aktieselskab. Banken har i 1958 58 filialer i hovedstadsområdet og en eller flere i 53 provinsbyer. Banken lancerede i 1968 den kendte Pondus- klub med den kendte pingvin Pondus som sparebøsse. Banken er blandt de første i Danmark til at lave opsparingsaktiviteter til børn. Efter to uger var 50.000 børn medlem af pondus - klubben. I 1973 indfører Landmandsbanken som den første danske bank online forbindelse til sine filialer.

### Navneskift til Den Danske Bank 1976-1989
I 1976 skiftede banken navn til Den Danske Bank. Banken åbnede udlandsfilialer – Luxembourg 1976, New York 1982, London 1983, Hamburg 1984. Generelt var banksektoren i denne periode præget af en liberalisering, som gav optakt til fri konkurrence og fusioner.

### Den store fusion og perioden 1990-2000
Den 6 april 1990 fusionerede Den Danske Bank med Handelsbanken og Provinsbanken. Administrerende direktør for Carlsberg Bryggerierne Poul Svanholm blev formand for bestyrelsen, og Knud Sørensen blev ordførende direktør. I 1998 går ordførende direktør Knud Sørensen på pension og afløses på posten af Peter Straarup. Fusionen begrundedes med stordriftsfordele og med, at der kunne ventes en skærpet konkurrence i forbindelse med etableringen af et indre marked i De Europæiske Fællesskaber (EF, senere EU).
Den Danske Bank havde gennem 1980'erne ført en forsigtig udlånspolitik, og banken havde derfor færre tab end andre banker og sparekasser under finanskrisen i slutningen af 1980'erne og begyndelsen af 1990'erne. I forbindelse med Finanskrisen på Færøerne 1989–1995 kom Den Danske Bank under kritik for ikke at have givet fyldestgørende information, da aktiemajoriten i Den Danske Banks datterbank, Føroya Bank, i 1993 blev overtaget af den færøske Finansieringsfonden af 1992, der ejes af det færøske landsstyre. Endvidere kom Den Danske Bank under kritik, fordi den ydede lån samtidig til de to konkurrerende forsikringskoncerner, Baltica og Hafnia. Ved Balticas sammenbrud i 1992 overtog Den Danske Bank Balticas aktiviteter inden for livsforsikring, der var samlet i selskabet Danica, det tidligere Statsanstalten for Livsforsikring. Danica Pension blev herefter et datterselskab af Den Danske Bank.
Gennem 1990'erne øgede Den Danske Bank sine internationale aktiviteter inden for detailbankvirksomhed og etablerede filialer i Oslo, Stockholm og Helsinki. I 1997 købte Den Danske Bank Östgöta Enskilda Bank i Sverige og i 1999 Fokus Bank i Norge.

### Danske Bank siden 2000
I 2000 ændredes navnet til Danske Bank. I 2001 overtog banken selskabet RealDanmark, der var opstået tre år tidligere som moderselskab for BG Bank og for Realkredit Danmark. Ejendomsmæglerkæden Home (under Realkredit Danmark) blev herved også en del af Danske Bank-koncernen. I 2007 fusionerede Danske Bank og BG Bank. Filialerne i Singapore og Hong Kong afvikledes i 2001. De pannordiske investmentbank-aktiviteter afvikledes i 2002.
Bestyrelsesformand Poul Svanholm trådte tilbage i 2003 og afløstes af Alf Duch-Pedersen og siden af Ole Andersen. 10. april 2007 lagdes BG Bank sammen med Danske Bank under sidstnævntes mærke, hvorved BG Bank totalt ophørte med at eksistere, og 30 filialer blev slået sammen.
Frem til 2008 fører Danske Bank en ekspansiv strategi. I 2004 købes Northern Bank i Nordirland og National Irish Bank i Irland.
I 2006 købes Sampo Bank i Finland for 30,1 mia. kr. Sampo Bank har filialer også i de baltiske lande og driver virksomhed i Rusland. Det er filosofien i Danske Bank, at den har en international konkurrencefordel med hensyn til at drive virksomhed overfor privatkunder.
Efter købene af de irske banker sker der en stor vækst i Danske Banks boliglån på det irske marked. Ved begyndelsen af 2007 er der yderligere store planer om en omfattende ekspansion i Rusland. Danske Banks ekspansion sker uden en tilsvarende forøgelse af egenkapitalen. Ved udgangen af 2007 når egenkapitalen (fratrukket immaterielle aktiver) ned på 74,9 mia. kr., hvilket svarer til kun 2,2 procent af koncernens samlede aktiver. I december 2008 rammes Danske Bank af skandalen omkring forretningsmanden Stein Bagger, idet det viser sig, at Danske Bank har ydet store lån til Stein Baggers selskab IT Factory, hvor der ikke er forretningsmæssige aktiviteter.
Efter udbruddet af finanskrisen i 2007-08 får Danske Bank store tab, herunder særlig i Irland. Der er udbredt tvivl, om banken kan overleve. Aktiekursen falder fra omkring 250 ved begyndelsen af 2007 til et lavpunkt på kurs 34 i marts 2009. I februar 2009 vedtager Folketinget Bankpakke 2. Bankpakke 2 indebærer mulighed for tilførsel af statslig kapital til danske finansielle virksomheder. Danske Bank og datterselskabet Realkredit Danmark modtager i maj 2009 statslig kapital gennem Bankpakke 2 på sammenlagt 26,0 mia. kr. Danske Bank bliver herved den største modtager af statslig kapital under Bankpakke 2.
På trods af den statslige kapitaltilførsel er der i årene efter 2009 fortsat mistillid til Danske Bank. I foråret 2011 forbedres bankens finansielle stilling gennem en aktieemission på 19,8 mia. kr. Banken ønsker derefter at tilbagebetale det statslige kapitaltilskud. Tilbagebetalingen sker i 2014. I perioden 2008-15 er der tab i Danske Bank på sammenlagt 86,0 mia. kr., hvoraf langt hovedparten (47,3 mia. kr.) ligger i Irland og Nordirland.
Torsdag d. 10. februar 2012 blev det offentliggjort, at daværende bestyrelsesformand Alf Duch-Pedersen havde besluttet ikke at genopstille til valg til bestyrelsen ved næste generalforsamling. Samme dag blev det også offentliggjort, at den administrerende direktør i Maersk Line Eivind Kolding ville blive den nye mand med hænderne på roret i Danske Bank. Eivind Kolding havde været næstformand for bestyrelsen i Danske Bank siden 2001, og han indtrådte som bestyrelsesformand for Danske Bank på generalforsamlingen den 29. marts 2011. I februar 2012 gik ordførende direktør Peter Straarup derefter på pension efter mere end 40 år i Danske Bank. Ny ordførende direktør bliver bestyrelsesformand Eivind Kolding. Eivind Kolding bliver imidlertid opsagt allerede den 16. september 2013. Han afløses af nordmanden Thomas F. Borgen. Eivind Kolding bliver den sidste ordførende direktør for Danske Bank, da stillingsbetegnelsen for bankens øverste direktør efter Thomas F. Borgens udnævnelse fremover ændres til administrerende direktør.
Danske Bank lancerede d. 7. maj 2013 applikationen MobilePay. Ambitionen var, at det skulle være lige så nemt at handle på nettet eller overføre penge til venner som at sende en sms.

### Hvidvaskningsskandale i 2018
I 2017 og 2018 kunne bl.a. avisen Berlingske afdække sagen om hvidvask i Danske Banks estiske filial.
Undervejs i sagen kom det frem, at en ansat i banken, whistleblower Howard Wilkinson, tidligt havde advaret ledelsen om alvorlige brud på reglerne om hvidvask i bankens filial i Estland. I september 2018 offentliggjorde banken en rapport, der bekræftede, at Danske Bank havde medvirket til omfattende mistænkelige transaktioner, og der derfor var sket et brud på reglerne om hvidvask. Dette fik Thomas F. Borgen til at fratræde som direktør for banken med øjeblikkelig virkning.
Ifølge Danske Banks egen interne undersøgelse, er der identificeret i alt ca. 10.000 kunder, som tilhørte non-resident porteføljen, og ca. 15.000 kunder med non-resident karaktertræk (dvs. yderligere ca. 5.000 kunder). De ca. 10.000 kunder har i alt foretaget ca. 7,5 millioner betalinger og de ca. 15.000 kunder har i alt foretaget ca. 9,5 millioner betalinger. Ses der på det totale antal kunder omfattet af undersøgelsen på ca. 15.000 kunder, er det samlede totale betalings-flow ca. EUR 200 milliarder. Undersøgelsen har på nuværende tidspunkt foretaget analyse af i alt ca. 6.200 kunder med flest risikofaktorer. Heraf er langt størstedelen fundet mistænkelige ifølge Danske Banks egen rapport og pressemeddelelse. Det gør sagen til en af de største erhvervsskandaler i Danmarkshistorien og også en af de største hvidvaskningsskandaler i verdenshistorien, udtalte den daværende erhvervsminister Rasmus Jarlov.
Sagen resulterede i december 2022 i rekordstore bøder fra danske og amerikanske myndigheder til banken på samlet 15,3 mia. kr.
I retssagen i 2023 mod en række tidligere ansatte i Estland, har anklagemyndigheden kunnet henføre ca. 1,6 milliarder EUR ud af de i alt 200 milliarder EUR til kriminelle aktiviteter.

### Nyt hovedsæde
Danske Banks hovedsæde flytter i april 2024 fra Holmens Kanal til Postbyen i København. Efter 149 år på Holmens Kanal flytter Danske Bank til det nye hovedsæde på Bernstorffsgade i København. Flytningen markerer samtidig første etape i åbningen af Københavns nye bydel, Postbyen.

## Opkøb i nyere tid
Denne liste er ufuldstændig; hjælp gerne med at udfylde den.
- 1990: Danske Bank fusionerer med Handelsbanken og Provinsbanken.
- 1995: Køber Danica Pension. Ukendt pris.
- 1997: Køber Östgöta Enskilda Bank i Sverige for 1,8 mia. kr.
- 1998: Køber den norske børsmæglervirksomhed Saga Securities. Ukendt pris.
- 1998: Køber den svenske børsmæglervirksomhed Myrberg Fondkommission. Ukendt pris.
- 1998: Køber den finske børsmæglervirksomhed AG Bankierfirma. Ukendt pris.
- 1998: Køber den norske Fokus Bank for 6,0 mia. kr.
- 2000: Køber BG Bank, Realkredit Danmark og home for 27,0 mia. kr.
- 2004: Køber Northern Bank i Nordirland og National Irish Bank i Irland for 10,4 mia. kr.
- 2005: Køber den norske ejendomsmæglerkæde Krogsveen. Ukendt pris.
- 2005: Køber den svenske ejendomsmæglerkæde SkandiaMäklarna. Ukendt pris. Solgt 2012.[25]
- 2006: Køber den finske Sampo Bank for 30,1 mia. kr.

## Direktion
Denne liste er ufuldstændig; hjælp gerne med at udfylde den.
- 1871-1910: Isak Glückstadt, direktør (ordførende direktør fra 1871)
- 1907-1922: Emil Glückstadt, direktør (ordførende direktør fra 1910)
- 1922-1923: Ernst Meyer, direktør
- 1923-1928: Emil Hertz, direktør
- 1922-1953: Oluf Nielsen, direktør
- 1928-1965: Poul Ingholt, direktør (ordførende direktør fra 1954)
- 1954-1965: Harald Knudtzon, direktør
- 1962-1980: Svend O. Sørensen, direktør (ordførerende direktør fra 1969)
- 1969-1990: Tage Andersen, direktør (ordførende direktør fra 1980)
- 1980-1998: Knud Sørensen, ordførende direktør, fra 1990)
- 1986-2012: Peter Straarup, direktør (ordførende direktør, fra 1998)
- 2012-2013: Eivind Kolding, ordførende direktør
- 2013-2018: Thomas F. Borgen, administrerende direktør[26]
- 2018-2019 (1. juni): Jesper Nielsen (interim)
- 2019-2021 (1. juni): Chris Vogelzang, administrerende direktør
- Fra 2017 Carsten Egeriis, administrerende direktør fra 19. april 2021)

## Ejerforhold
Danske Bank er noteret på Københavns Fondsbørs. De 834,9 millioner aktier er fordelt på 260.000 aktionærer, hvoraf de 10 største ejer 40 procent. 53 procent af aktionærerne er fra Danmark.
Pr. 2025 ejer A.P. Møller Holding A/S via sit datterselskab APMH Invest A/S under 20 procent af aktiekapitalen, mens den amerikanske investeringsfond BlackRock ejer under procent. Tidligere ejede Cevian Capital en del banken, i 2013 lige over 9 procent, men aktierne blev frasolgt i 2017.

## Kritik af gebyrer
Danske banker blev i 2000'erne udsat for kritik og beskyldninger om grådighed og høje gebyrer. Især Danske Bank blev kritiseret for høje gebyrer og i 2005 gav brugte Ekstrabladet øgenavnet "Gebyrgrib". Trods tilbud og en gebyrfri hverdag havde banken og Peter Straarup svært ved at slippe af med prædikatet. Forbrugerrådet offentliggjorde i november 2008 en analyse af, hvad det kostede at være kunde i en bank i et livsforløb. Danske Bank blev kåret som den billigste at være kunde i som lejer og den næst billigste som ejer. Som led i markedsføringen af banken som en af landets billigste banker valgte banken at skifte farven på logoet fra de normale blå og hvide farver til sort og gul i september og oktober 2010.
I 2013 indførte Danske Bank, som den første i Danmark, en abonnementsordning for at være kunde i banken, frem for som før at betale gebyrer for bestemte tjenester. Dette gjaldt for kunder med et engagement på mindre end 750.000 DKK (studerende samt unge under 28 undtaget) og vil trådte i kraft pr. 1. september 2013. For kunder med få og meget simple bankbehov viste en undersøgelse foretaget af prisportalen Mybanker for TV 2, at Danske Bank herefter ville blive den dyreste af de 11 banker, der indgik i undersøgelsen. Eksemplet tog udgangspunkt i en kunde, der bl.a. var uden opsparing, ikke havde gæld, samt 2 gange om måneden hævede penge i fremmede pengeautomater.